# Molo

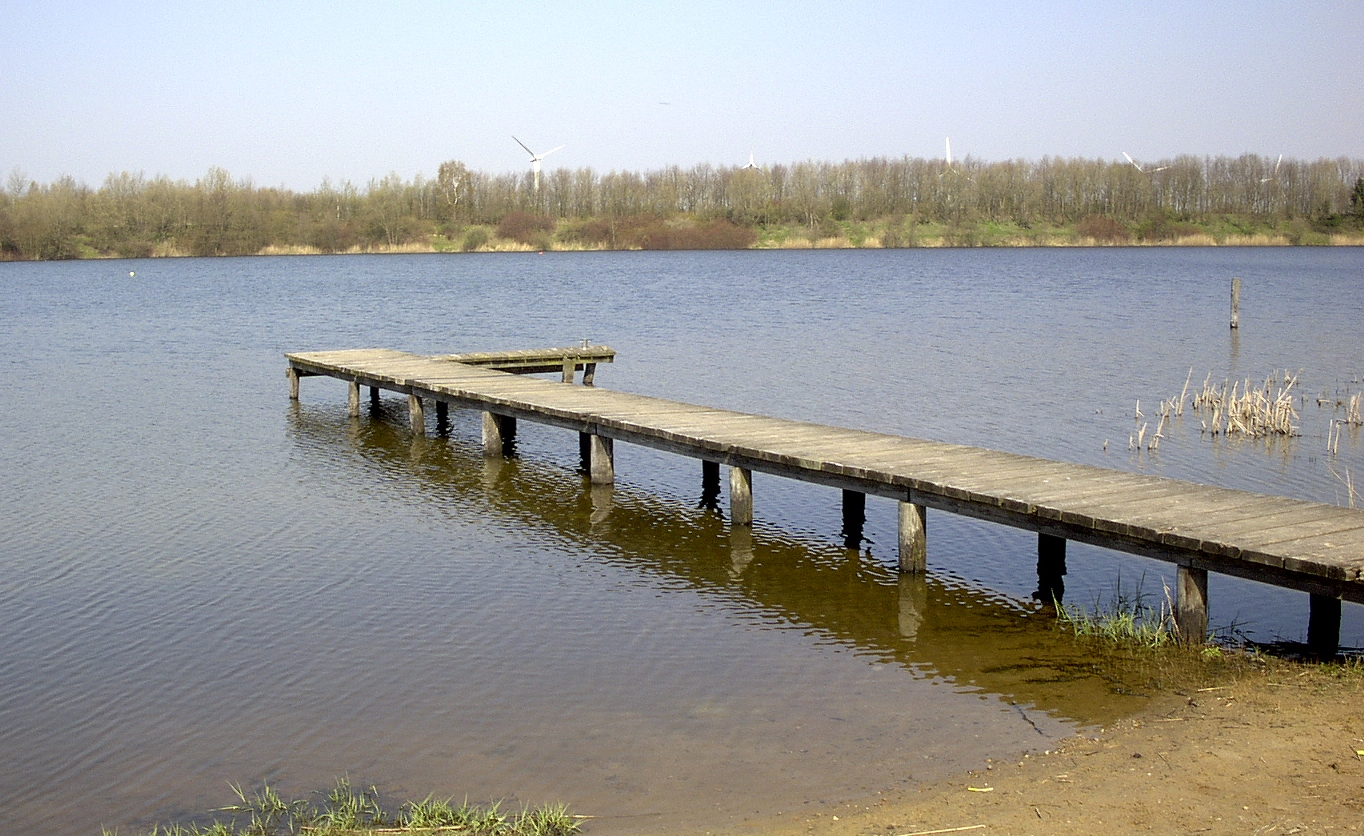
Říční molo

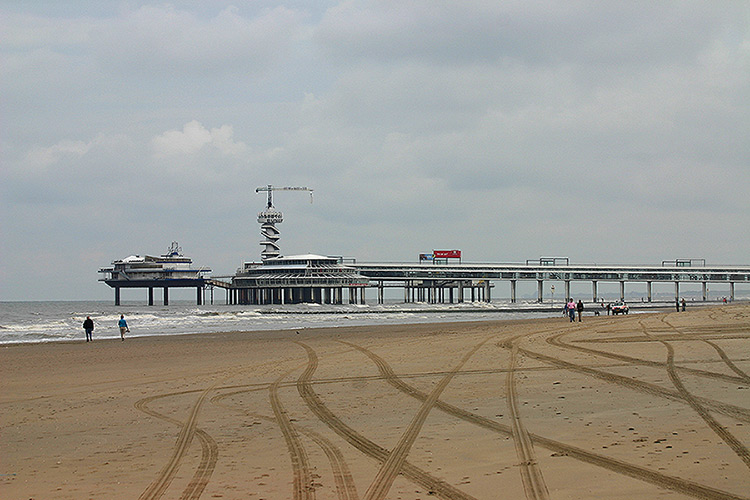
Molo na pláži v nizozemském Scheveningenu

Molo, nebo také pier, je pevná nebo plovoucí stavba, která slouží k zajištění přístupu k plavidlům kotvícím na vodní ploše nebo vodním toku. U mola musí být dostatečná hloubka, aby loď nenarazila na dno. Mola mohou být využívaná také k turistickým, sportovním či relaxačním aktivitám. 

## Stavba mola
Horní stavba mola je obvykle umístěna na základové spodní stavbě z pilotů zapuštěných do podloží dna vodního toku či dna moře, mokřadu atp. Molo může být také vytvořeno jako plovoucí konstrukce a připevněno ke břehu.

## Další informace
Molo v nizozemském Scheveningenu slouží pouze jako plošina, která vede k restauraci na konci mola. Je po celé délce používáno pro komerční účely a hojně navštěvováno.
Nejdelší molo se nachází v Southend-on-Sea v Anglii (tzv. Southendské molo) a má délku 2,158 metrů.
Nejdelší dřevěné molo v Evropě je polské molo v Sopotech.

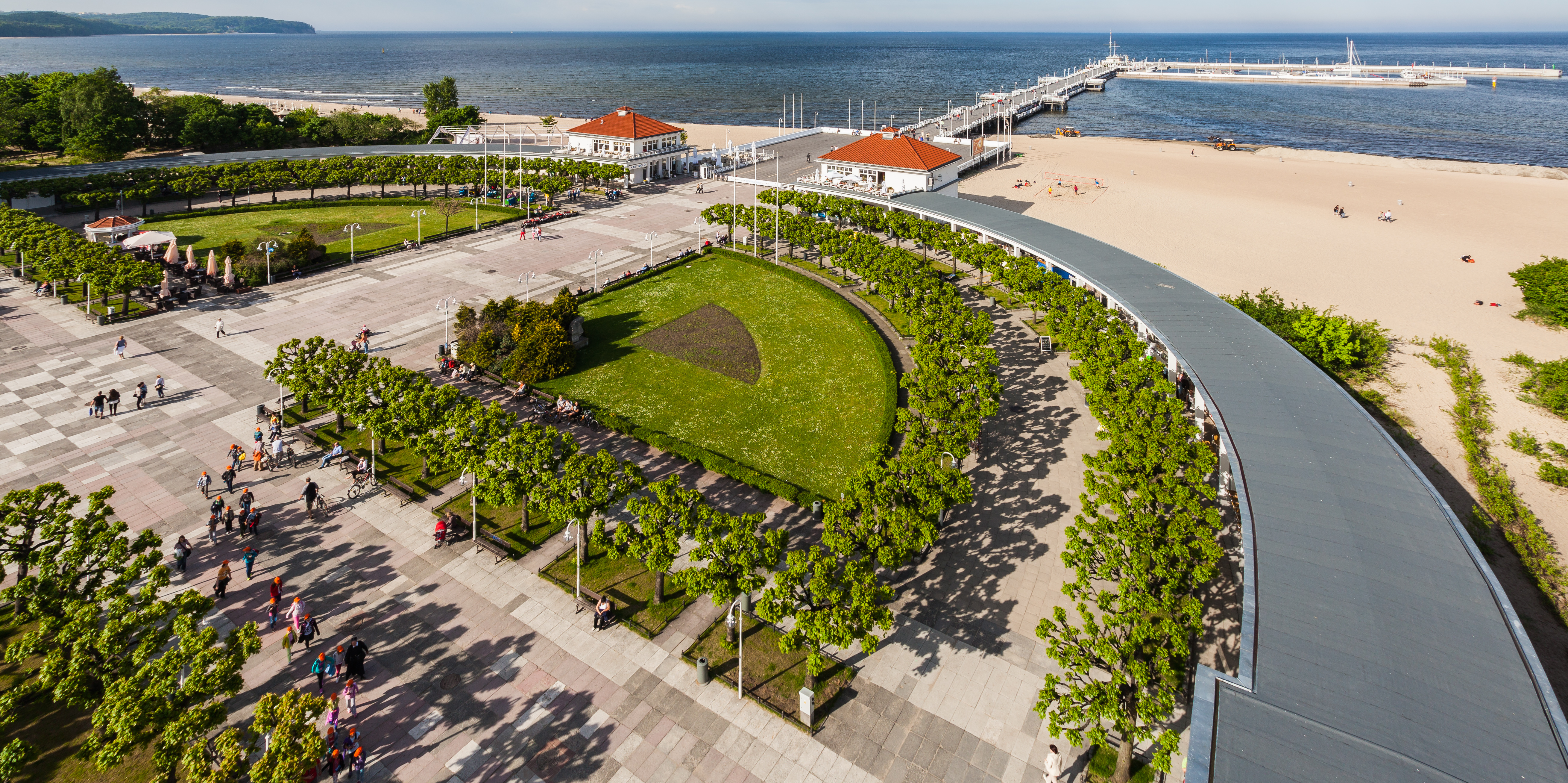
Molo v Sopotech

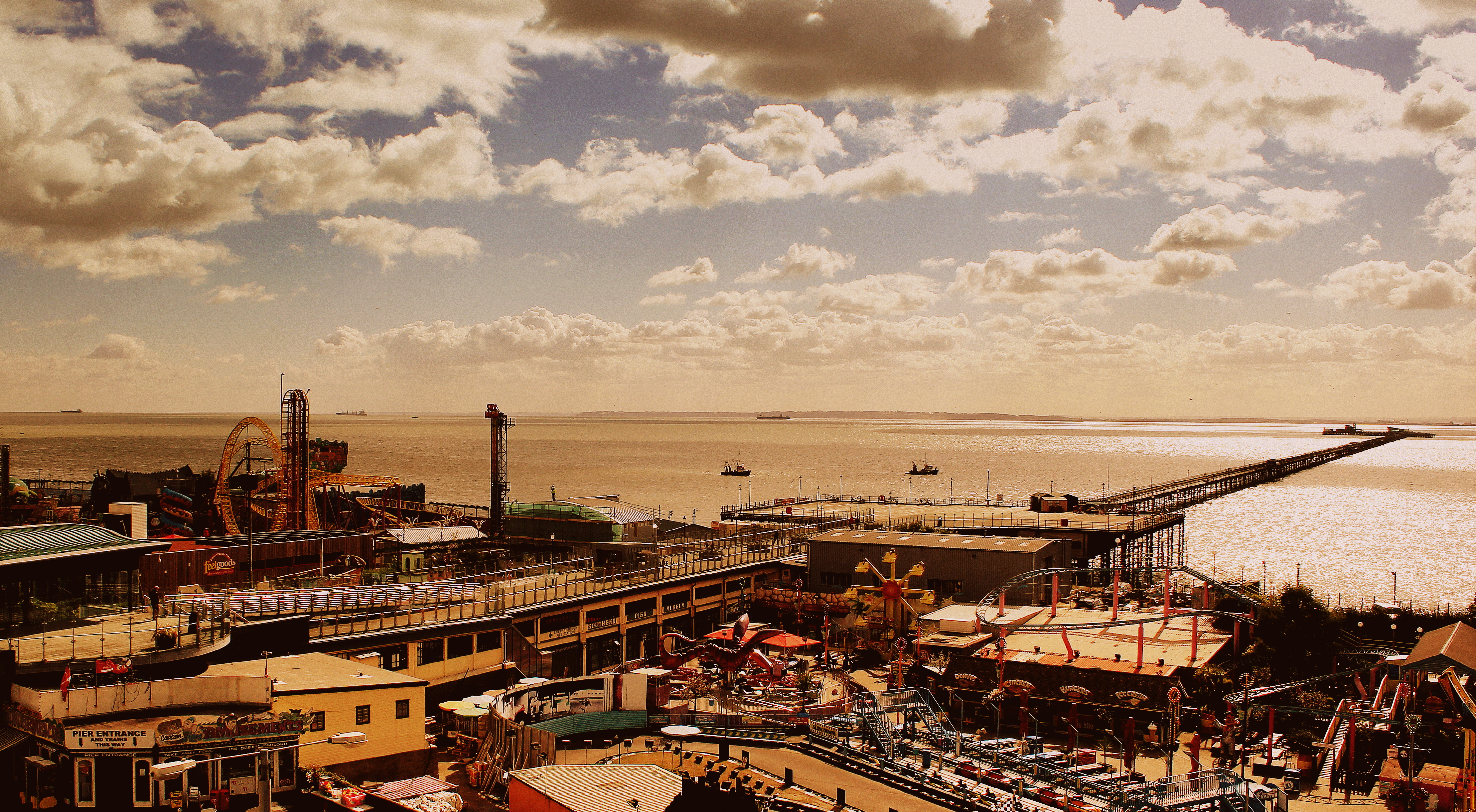
Southendské molo